# Monestir Park
El Monestir Park (o Monastir Park) era una instal·lació dedicada al ciclisme en pista a l'aire lliure de Llucmajor (Mallorca, Illes Balears, Espanya), existent entre 1914 i 1916.
Va ser la segona pista ciclista existent a la localitat, després de s'Hort des Frares (1897-1901).

## Història
La instal·lació fou inaugurada el 18 d'octubre de 1914 en uns terrenys propietat del Cercle d'Obrers Catòlics de la localitat. Aviat es va confirmar com una de les pistes ciclistes més importants del seu temps, en adjudicar-se l'organització del Campionat de Balears unes setmanes després d'obrir. Per a 1915 el va tornar a organitzar, així com el Campionat d'Espanya del mateix any.
La pista va seguir organitzant carreres sovint, fins que devers octubre de 1916 cessa sobtadament la seva activitat i desapareix.

## Esdeveniments
- Campionat d'Espanya de velocitat: 1915.[6]
- Campionat de Balears de fons: 1914, 1915.